# At Vance
At Vance är ett tyskt power metalband grundat 1998 av Oliver Hartmann (tidigare Centers) och gitarristen Olaf Lenk (tidigare Velvet Viper) under namnet Centers.

## Medlemmar
Nuvarande medlemmar
- Olaf Lenk – gitarr, keyboard (1998– )
- Rick Altzi – sång (2007– )
- Wolfman Black – basgitarr (2009–2011, 2011– )
- Kevin Kott – trummor (2012– )

Tidigare medlemmar
- Oliver Hartmann – sång (1998–2003)
- Rainald König – gitarr, basgitarr (1999–2004)
- Uli Müller – keyboard (1999–2002)
- Jochen Schnur – basgitarr (2000–2002)
- Sascha Feldmann – basgitarr (2003–2004)
- Jürgen "Sledgehammer" Lucas – trummor (2003–2004)
- Mats Levén – sång (2003–2007)
- John A.B.C. Smith – basgitarr (2004–2007)
- Mark Cross – trummor (2005)
- Manuel Walther – basgitarr (2007–2009)
- Alex Landenburg – trummor (2007–2012)
- Chris Hill – basgitarr (2011)

Turnerande medlemmar
- Tim Breideband – trummor
- Holger Münker – basgitarr
- Franco G. Zuccaroli – trummor (2003)

## Diskografi
Studioalbum
- No Escape (1999)
- Heart of Steel (2000)
- Dragonchaser (2001)
- Only Human (2002)
- The Evil In You (2003)
- Chained (2005)
- VII (2007)
- Ride the Sky (2009)
- Facing Your Enemy (2012)

EP
- No Escape (promo) (1999)

Singlar
- "Tokyo" (2011)

Samlingsalbum
- Early Works - Centers (2001)
- Decade (2010)

Annat
- Rock Diamonds (delad album: At Vance / Holy Mother / Black Rose / Bullhorn) (2003)